# Peterborough Speedway
Der Peterborough Speedway ist eine permanente Motorsport-Rennstrecke in Peterborough in Ontario, Kanada.

## Geschichte
Die Strecke öffnete am 28. Mai 1967 und wurde in ihren Anfangsjahren als Austragungsort für verschiedene Late-Model-Rennen verwendet. Neben den Rennen kam sie allerdings auch, aufgrund einiger Schlägereien, eher negativ in die Schlagzeilen. Das ursprüngliche Besitzertrio, welches aus lokalen Anwohnern bestand, verkaufte die Strecke 1970 an einen Neueinsteiger aus Toronto, der eine Verbesserung des Rufs als Ziel setzte. Verschiedene Fahrer wurden daraufhin für einige Zeit gesperrt, doch die Führung beklagte nach dem Ende der Saison, dass weiterhin teilweise illegale Wagen für die Rennen verwendet wurden. 1971 wurde der Kurs erneut verkauft und war für die nächsten 20 Jahre von großer Bedeutung für den Motorsport in der Region, bis zur Eröffnung des Ovalkurses des Mosport Speedway im Norden der Region. Zu den bekanntesten Rennserien, welche dort Rennen fuhr, gehört die CASCAR Super Series.

## Die Strecke
Die Strecke ist ein asphaltierter, 1/3 Meilen langer Ovalkurs, welcher aktuell vor allem für regionale Rennserien wie der APC United Late Model Series verwendet wird.

## Veranstaltungen
Zwischen 2001 und 2005 fanden insgesamt 7 Runden der Cascar Super Series, der Vorläuferserie der NASCAR Canadian Series, auf dem Rundkurs statt. Heute fahren hauptsächlich regionale Serien aus der Region Ontario wie zum Beispiel die Ontario Legend Car Series oder die Ontario Modifieds Racing Series und streckeneigene Serien auf dem Kurs.